# Батон

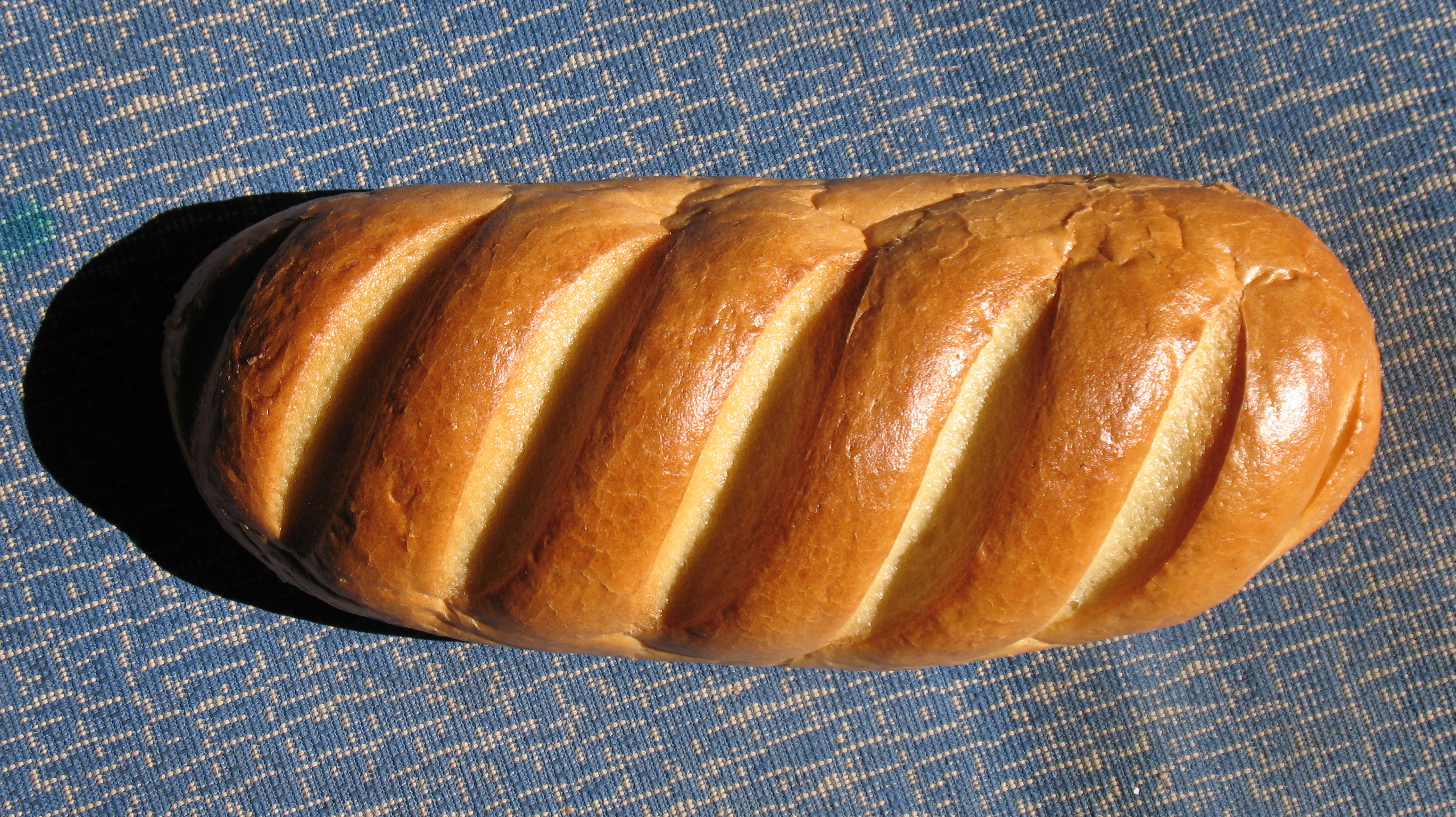
Батон із косими надрізами

Батон — поширений вид булочних виробів поряд із плетеними виробами, булками, сайками та булочною дрібницею. Батони виробляють із пшеничного борошна вищого, 1-го і 2-го ґатунку характерної витягнутої форми, вони розрізняються за рецептурою, деталями форми та обробкою поверхні. Батони випікають на залізних листах або керамічному деку в добре зволоженій пекарській камері при температурі 220—250 °C. Слово «батон» також може вживатися стосовно інших харчових продуктів округлої витягнутої форми, наприклад, ковбаси.
Відповідно до Держстандарту виділяють прості й поліпшені рецептури батонів в залежності від ґатунку борошна і використовуваної додаткової сировини: цукру, маргарину, олії. У рецептуру батонів із родзинками входять родзинки, а в тісто для гірчичних батонів додають гірчичну олію. Більшість батонів виробляються з довгастою формою і закругленими кінцями. Виняток становлять міські, особливі та столичні батони: у міських батонів загострені кінці, в особливих і столичних — подовжені затуплені або закруглені кінці. Більшість видів батонів мають на поверхні кілька косих надрізів, у студентських — один поздовжній надріз, а у гірчичного — наколи. Крім естетичної функції, надрізи на батонах допомагають уникнути тріщин в скоринці виробу та інших деформацій під час випікання.